# Antoni Kazimierz Ostrowski
Antoni Kazimierz Ostrowski herbu Grzymała (ur. 31 marca 1713 w Ostrowie koło Magnuszewa, zm. 26 sierpnia 1784 we Francji) – arcybiskup gnieźnieński, a wcześniej biskup włocławski (1763-1776), konsyliarz Rady Nieustającej w 1775 roku, opat komendatoryjny tyniecki i lądzki w 1782 roku, kanonik łucki w 1737 roku, pleban goszczyński, proboszcz mniszewski, kapelan konwentualny maltański ad honorem (w zakonie po 1739 roku).

## Życiorys
Syn Ludwika chorążego pancernego i Katarzyny ze Służewskich. Uczył się w Górze i Drohiczynie, później w seminarium misjonarzy w Warszawie. Święcenia kapłańskie otrzymał w 1736 roku. Szybko zdobył zaufanie biskupów krakowskich: Jana Aleksandra Lipskiego i Andrzeja Stanisława Załuskiego.
Sakrę biskupią otrzymał 2 czerwca 1753 zostając biskupem inflanckim, a następnie kujawskim. Dnia 2 października 1758 został biskupem koadiutorem Włocławka. Biskupem ordynariuszem został 17 września 1763.
Był członkiem konfederacji Czartoryskich w 1764 roku. W 1764 roku podpisał elekcję Stanisława Augusta Poniatowskiego, podpisał jego pacta conventa. W 1764 roku na sejmie koronacyjnym wyznaczony do komisji do compositio inter status.
Za panowania Stanisława Augusta Poniatowskiego był narzędziem Rosji. W 1764 roku został wyznaczony senatorem rezydentem. Był członkiem konfederacji radomskiej 1767 roku. 23 października 1767 roku wszedł w skład delegacji Sejmu, wyłonionej pod naciskiem posła rosyjskiego Nikołaja Repnina, powołanej w celu określenia ustroju Rzeczypospolitej. Członek konfederacji 1773 roku, podpisał się na pierwszym zniszczonym egzemplarzu aktu konfederacji, następnie 16 kwietnia 1773 roku złożył przyrzeczenie (sponsję), że podpisze ponownie konfederację. Na Sejmie Rozbiorowym (1773-1775) odegrał dużą rolę jako prezes delegacji, traktującej z mocarstwami ościennymi. Pobierał jurgielt z ambasady rosyjskiej w wysokości 1 500 czerwonych złotych w 1775 roku. Suma ta stanowiła połowę rocznej pensji pobranej od Rosjan w 1778 roku.
18 września 1773 roku podpisał traktaty cesji przez Rzeczpospolitą Obojga Narodów ziem zagarniętych przez Rosję, Prusy i Austrię w I rozbiorze Polski.
Członek konfederacji Andrzeja Mokronowskiego w 1776 roku.
23 czerwca 1777 został arcybiskupem gnieźnieńskim i sprawował ten urząd aż do śmierci. Rozwijał na tym stanowisku energiczną działalność, stworzył sufraganię łowicką, odrestaurował pałac warszawski, podniósł gospodarkę w dobrach arcybiskupich, wybudował kilka kościołów, równocześnie udzielał się politycznie na sejmach i w Radzie Nieustającej.
Jeden z dwóch kartuszy z jego herbem wisi w kościele pw. Świętego Ignacego Loyoli w Gdańsku na Starych Szkotach. W tym kościele był konsekratorem.
W 1758 odznaczony Orderem Orła Białego, kawaler Orderu Świętego Stanisława.

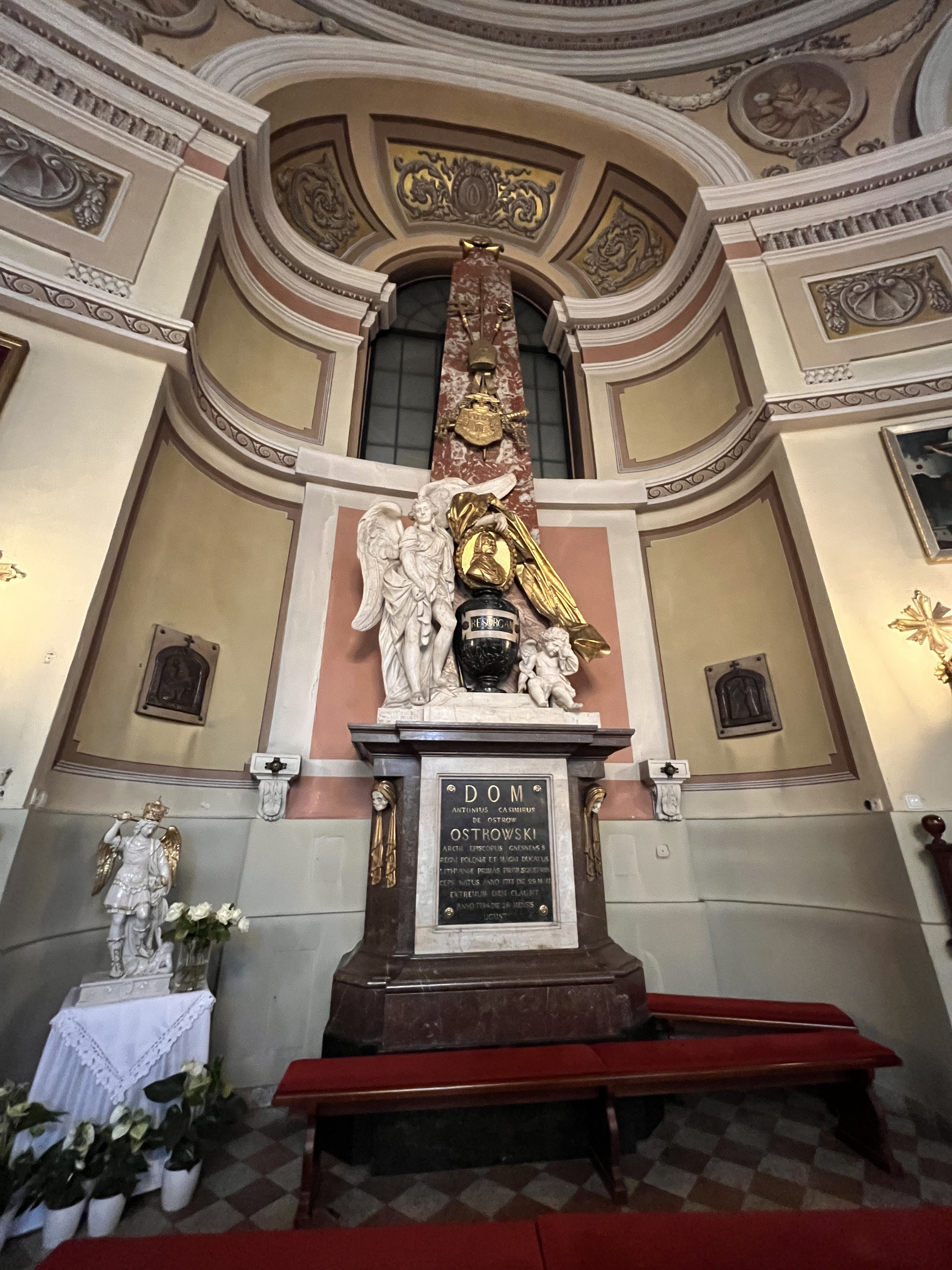

Pochowany w kościele św.Jakuba w Skierniewicach. Ciało spoczywa w sarkofagu z czarnego marmuru dębnickiego w krypcie pod kenotafem autorstwa Giacomo Monaldiego ustawionym w kościele.